# Třebeň
Třebeň (németül: Trebendorf) község Csehországban a Karlovy Vary-i kerület Chebi járásában. Františkovy Lázně várostól 4 km-re keletre fekszik. A 2011-es népszámlálási adatok szerint 412 lakosa van. Közigazgatásilag hozzá tartoznak Doubí (Aag), Chocovice (Kötschwitz), Dvorek (Höflas), Horní Ves (Oberndorf), Lesina (Hart), Lesinka (Harlas), Nový Drahov (Rohr), Povodí (Ensenbruck), Vokov (Wogau) és Třídvoří (Dreihöf) települések is.

## Története
Írott források elsőként 1208-ban említik. Német lakosságát a második világháború után a csehszlovák hatóságok Németországba toloncolták.

## Nevezetességek
- Szent Lőrinc tiszteletére szentelt gótikus templom
- Szűz Mária szobor
- kőkereszt

## Népesség
A település népessége az elmúlt években az alábbi módon változott:
| Lakosok száma | 1321 | 1377 | 1285 | 513  | 391  | 347  | 402  | 398  | 431  | 459  |
|               | 1869 | 1890 | 1921 | 1950 | 1980 | 2001 | 2017 | 2019 | 2022 | 2024 |

## Jegyzetek

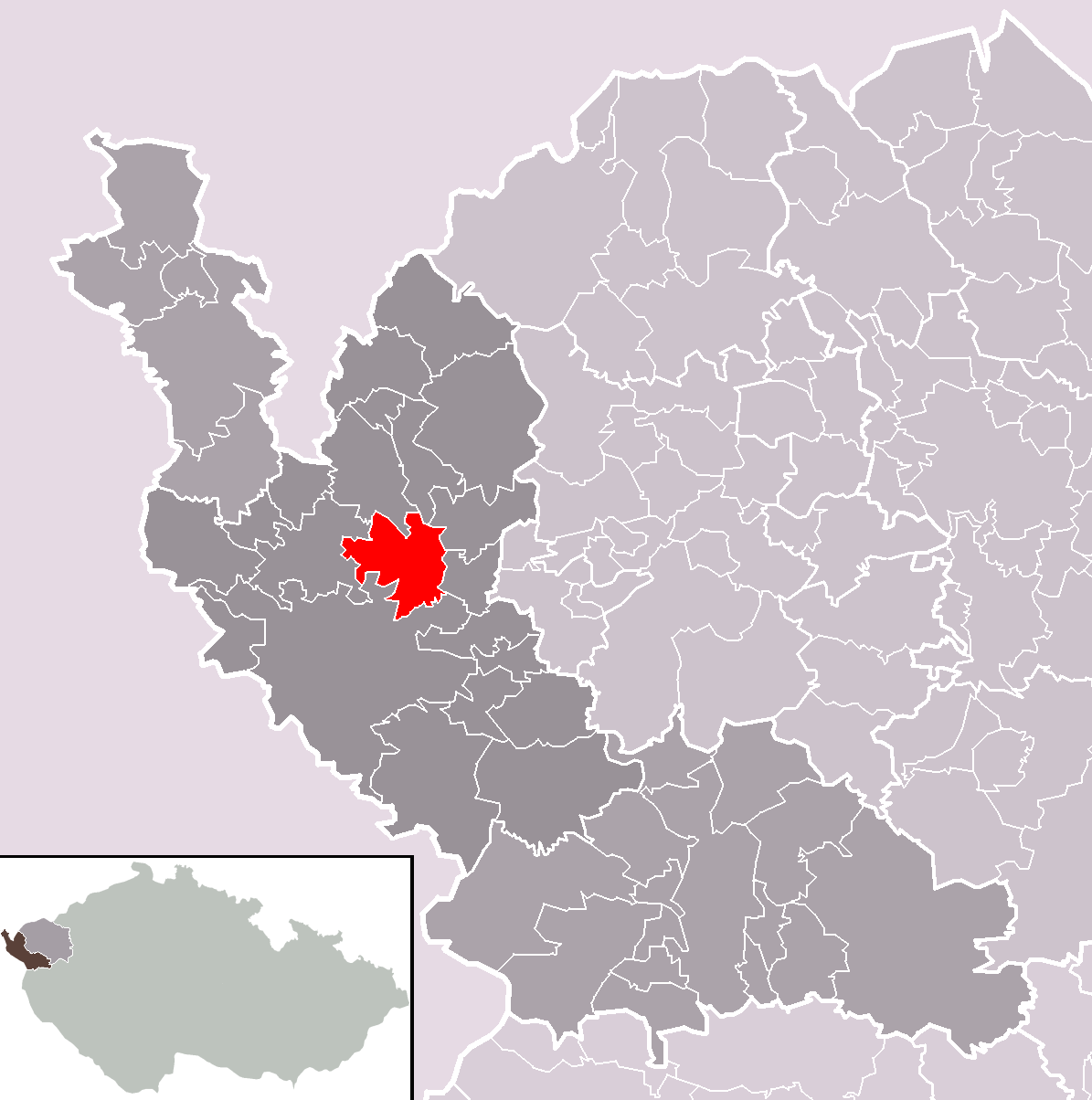
Třebeň közigazgatási területe